# Мусолитин, Николай Владимирович
Никола́й Влади́мирович Мусоли́тин (укр. Микола Володимирович Мусолітін; род. 21 января 1999, Одесса) — украинский футболист, полузащитник клуба «Эстерсунд».

## Карьера

### Клубная карьера
Воспитанник СДЮШОР «Черноморец». С июля 2015 тренировался с основной командой моряков, но выступал преимущественно за дубль. Тем не менее успел дебютировать в украинской Премьер-лиге, произошло это 1 октября 2016 в матче между одесской командой и «Сталью» с Каменского. В высшей лиге Украины за три сезона в составе одесского клуба провёл 54 матча и забил 2 гола. Осенью 2019 года со своим клубом играл в первой лиге.
В начале 2020 года перешёл в латвийский клуб «Валмиера».
В ноябре 2020 года заключил соглашение с польской «Лехией» из Гданьска, которое будет действовать до июня 2023 года.

### Карьера в сборной
В составе юношеской сборной Украины до 19 лет выступал на чемпионате Европы 2018 в Финляндии. В 2019 году, в составе молодёжной сборной Украины до 20 лет, под руководством Александра Петракова, стал победителем молодёжного чемпионата мира.

## Семья
Николай Мусолитин происходит из известной футбольной семьи. Дедушка был футболистом и в шестидесятых годах XX века выступал в «Черноморце-2». Отец Николая, Владимир Мусолитин с 1995 по 1997 год выступал в составе главной команды одесситов, а сейчас работает тренером в молодёжной академии клуба.

## Достижения
- Победитель молодёжного чемпионата мира: 2019

## Награды
- Орден «За заслуги» III степени (2019)[7]